# Kjolar, ohoj!
Kjolar, ohoj! (engelska: Skirts Ahoy!) är en amerikansk musikalfilm i Technicolor från 1952 i regi av Sidney Lanfield. I huvudrollerna ses Esther Williams, Joan Evans och Vivian Blaine. Filmen handlar om en grupp kvinnor som går med i United States Naval Reserve (Women's Reserve), en sektion inom United States Naval Reserve.

## Rollista i urval
- Esther Williams – Whitney Young
- Joan Evans – Mary Kate Yarbrough (sångröst dubbad av Joan Elms)
- Vivian Blaine – Una Yancy
- Barry Sullivan – Lt. Cmdr. Paul Elcott
- Keefe Brasselle – Dick Hallson
- Billy Eckstine – sig själv
- Dean Miller – Archie O'Conovan
- The DeMarco Sisters – The Williams Sisters
- Juanita Moore – Black Drill Team Member
- Bubba & Kathy Tongay (Aquatots) – cameoroll
- Debbie Reynolds & Bobby Van – framför "Oh By Jingo!"